# Чемпионат мира по настольному теннису 1931
Чемпионат мира по настольному теннису 1931 года прошёл с 10 по 15 февраля в Будапеште (Королевство Венгрия).

## Медалисты
| Разряд                   | Золото                                                                              | Серебро                                                                                                 | Бронза                           |
| ------------------------ | ----------------------------------------------------------------------------------- | --- | -------------------------------- |
| Мужской одиночный разряд | Миклош Сабадош                                                                      | Виктор Барна                                                                                            | Ференц Ковач                     |
| Мужской одиночный разряд | Миклош Сабадош                                                                      | Виктор Барна                                                                                            | Никос Мадзароглу                 |
| Женский одиночный разряд | Мария Меднянски                                                                     | Мона Мюллер-Рюстер                                                                                      | Анна Шипош                       |
| Женский одиночный разряд | Мария Меднянски                                                                     | Мона Мюллер-Рюстер                                                                                      | Магда Галь                       |
| Мужской парный разряд    | Виктор Барна Миклош Сабадош                                                         | Лайош Леопольд Давид Иштван Келен                                                                       | Индржих Лаутербах Карел Свобода  |
| Мужской парный разряд    | Виктор Барна Миклош Сабадош                                                         | Лайош Леопольд Давид Иштван Келен                                                                       | Манфред Фер Альфред Либстер      |
| Женский парный разряд    | Мария Меднянски Анна Шипош                                                          | Лили Тисай Магда Галь                                                                                   | Лили Форбат Хелли Райцер         |
| Женский парный разряд    | Мария Меднянски Анна Шипош                                                          | Лили Тисай Магда Галь                                                                                   | Мона Мюллер-Рюстер Мария Шмидова |
| Микст                    | Миклош Сабадош Мария Меднянски                                                      | Виктор Барна Анна Шипош                                                                                 | Шандор Гланц Магда Галь          |
| Микст                    | Миклош Сабадош Мария Меднянски                                                      | Виктор Барна Анна Шипош                                                                                 | Ласло Беллак Марта Комароми      |
| Мужской командный турнир | Венгрия · Виктор Барна · Ласло Беллак · Лайош Давид · Иштван Келен · Миклош Сабадош | Англия · Чарлз Булл · Дэвид Джоунс · Эдриан Хейдон · Стэнли Проффитт · Томми Сиарс                      |                                  |
| Мужской командный турнир | Венгрия · Виктор Барна · Ласло Беллак · Лайош Давид · Иштван Келен · Миклош Сабадош | Чехословакия · Станислав Коларж · Индржих Лаутербах · Антонин Малечек · Бедржих Никодем · Карел Свобода |                                  |